# Plaça del Nord
La Plaça del Nord és una plaça del barri de Gràcia de Barcelona en un entrant del carrer de Verntallat i carrer de l'Alzina, i accessible pel carrer de Martí, a banda i banda. El seu nom s'ha mantingut al llarg dels anys, a excepció de la Segona República Espanyola quan s'anomenà Plaça de Joan Fuster, en honor del militant d'Estat Català mort en els primers dies de la Guerra Civil.

## Descripció
És una plaça gairebé quadrada de 2.548 m² delimitada verticalment pel carrer de Verntallat i de l'Alzina, i talla pel mig el carrer de Martí. Compta amb 14 edificis numerats, dels quals destaquen l'escola La Salle Gràcia al número 14 i la seu dels Lluïsos de Gràcia en el 7. Aquest segon, és un edifici de dues plantes i la façana principal es divideix en tres blocs clarament diferenciats.

## Història
La construcció de la plaça es feu com a part del procés d'urbanització de la zona l'any 1860 per encàrrec de Ramon Martí Balius i Pau Vilaregut. Va ser encarregat a l'arquitecte Antoni Rovira i Trias igual que al pla de l'entorn de la plaça Rovira. Va anomenada del Nord per la seva situació geogràfica respecte al centre de la Vila i en contraposició de la Plaça d'Orient.
Un dels dos edificis emblemàtics de la plaça és la seu dels Lluïsos de Gràcia, una entitat sociocultural i esportiva que establí la seva seu a la plaça l'any 1897. L'altre edifici és el Col·legi La Salle Gràcia que es present des de 1967, després de passar prèviament pel carrer de l'Església des de 1892 i el carrer Sant Salvador 44 des de 1939.